# آنا داوتیان
آنا داوتیان (ارمنی: Աննա Դավթյան؛ انگلیسی: Anna Davtyan زادهٔ ۱۴ فوریهٔ ۱۹۸۳)، شاعر، عکاس، ترجمه و نویسنده اهل ارمنستان است.

## زندگی‌نامه
وی در ۱۴ فوریهٔ ۱۹۸۳ در ایروان به دنیا آمد و از دانشگاه دولتی ایروان فارغ‌التحصیل گشت. وی در مرکز نوآورانه فناوری‌های تومو فعالیت می‌کند.

## نگارخانه

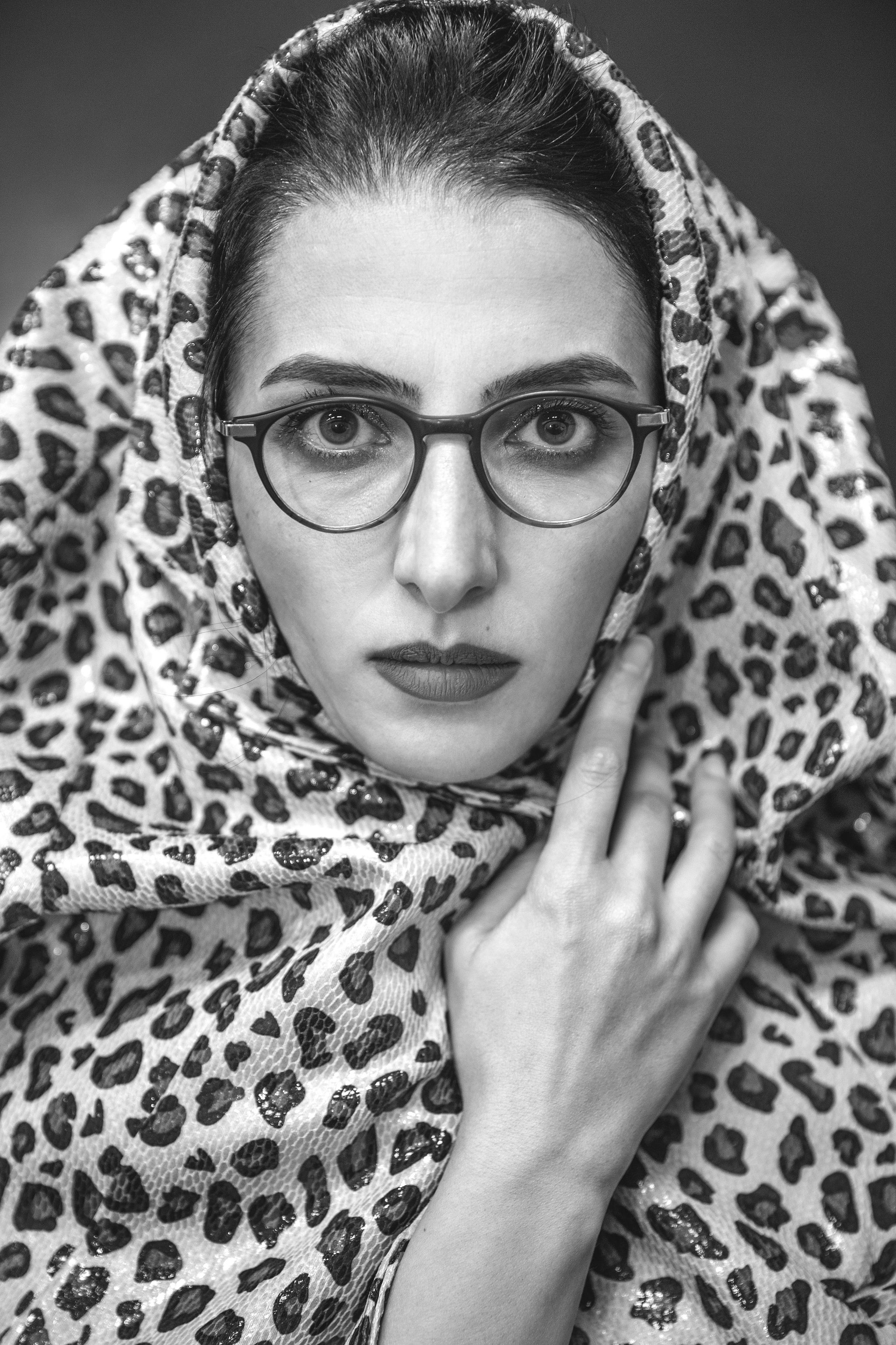

## آثار
- «Խաննա» վեպ